# Coppa Libertadores 1997
L'edizione 1997 della Coppa Libertadores vide la vittoria del Cruzeiro.

## Sedicesimi di finale

### Gruppo 1 Bolivia, Paraguay
19.02 Guaraní Asunción-Cerro Porteño Asunción 1:0

19.02 Oriente Petrolero Santa Cruz de la Sierra-Bolívar La Paz 0:4

25.02 Oriente Petrolero Santa Cruz de la Sierra-Guaraní Asunción 4:1

28.02 Bolívar La Paz-Guaraní Asunción 4:1

04.03 Oriente Petrolero Santa Cruz de la Sierra-Cerro Porteño Asunción 1:0

07.03 Bolívar La Paz-Cerro Porteño Asunción 3:1

12.03 Cerro Porteño Asunción-Guaraní Asunción 2:2

12.03 Bolívar La Paz-Oriente Petrolero Santa Cruz de la Sierra 3:3

18.03 Guaraní Asunción-Oriente Petrolero Santa Cruz de la Sierra 0:0

21.03 Cerro Porteño Asunción-Oriente Petrolero Santa Cruz de la Sierra 2:1

08.04 Guaraní Asunción-Bolívar La Paz 3:1

11.04 Cerro Porteño Asunción-Bolívar La Paz 2:0
| Club                                      | G | V | N | P | Pti | GF | GS |
| ----------------------------------------- | - | - | - | - | --- | -- | -- |
| Bolívar La Paz                            | 6 | 3 | 1 | 2 | 10  | 15 | 10 |
| Oriente Petrolero Santa Cruz de la Sierra | 6 | 2 | 2 | 2 | 8   | 9  | 10 |
| Guaraní Asunción                          | 6 | 2 | 2 | 2 | 8   | 8  | 11 |
| Cerro Porteño Asunción                    | 6 | 2 | 1 | 3 | 7   | 7  | 8  |

### Gruppo 2 Argentina, Ecuador
19.02  Emelec Guayaquil-Nacional Quito 2:1

19.02 Racing Avellaneda-Vélez Sarsfield Buenos Aires 1:2

26.02 Nacional Quito-Vélez Sarsfield Buenos Aires 1:0

27.02  Emelec Guayaquil-Racing Avellaneda 2:2

02.03 Nacional Quito-Racing Avellaneda 2:0

02.03  Emelec Guayaquil-Vélez Sarsfield Buenos Aires 2:3

12.03 Nacional Quito- Emelec Guayaquil 1:0

12.03 Vélez Sarsfield Buenos Aires-Racing Avellaneda 1:0

18.03 Vélez Sarsfield Buenos Aires-Nacional Quito 3:0

21.03 Racing Avellaneda-Nacional Quito 2:0

05.04 Vélez Sarsfield Buenos Aires- Emelec Guayaquil 1:1

08.04 Racing Avellaneda- Emelec Guayaquil 2:0
| Club                         | G | V | N | P | Pti | GF | GS |
| ---------------------------- | - | - | - | - | --- | -- | -- |
| Vélez Sarsfield Buenos Aires | 6 | 4 | 1 | 1 | 13  | 10 | 5  |
| Nacional Quito               | 6 | 3 | 0 | 3 | 9   | 5  | 7  |
| Racing Avellaneda            | 6 | 2 | 1 | 3 | 7   | 7  | 7  |
| Emelec Guayaquil             | 6 | 1 | 2 | 3 | 5   | 7  | 10 |

### Gruppo 3 Cile, Venezuela
19.02 Mineros Guayana-Minerven Puerto Ordaz 0:0

19.02 Universidad Católica Santiago-Colo Colo Santiago 2:2

25.02 Universidad Católica Santiago-Mineros Guayana 6:0

27.02 Colo Colo Santiago-Mineros Guayana 1:0

04.03 Universidad Católica Santiago-Minerven Puerto Ordaz 6:0

06.03 Colo Colo Santiago-Minerven Puerto Ordaz 1:0

12.03 Colo Colo Santiago-Universidad Católica Santiago 2:0

12.03 Minerven Puerto Ordaz-Mineros Guayana 1:0

18.03 Mineros Guayana-Universidad Católica Santiago 1:1

20.03 Minerven Puerto Ordaz-Universidad Católica Santiago 1:0

25.03 Mineros Guayana-Colo Colo Santiago 1:4

27.03 Minerven Puerto Ordaz-Colo Colo Santiago 1:2
| Club                          | G | V | N | P | Pti | GF | GS |
| ----------------------------- | - | - | - | - | --- | -- | -- |
| Colo Colo Santiago            | 6 | 5 | 1 | 0 | 16  | 12 | 4  |
| Universidad Católica Santiago | 6 | 2 | 2 | 2 | 8   | 15 | 6  |
| Minerven Puerto Ordaz         | 6 | 2 | 1 | 3 | 7   | 3  | 9  |
| Mineros Guayana               | 6 | 0 | 2 | 4 | 2   | 2  | 13 |

### Gruppo 4 Brasile, Perù
19.02 Cruzeiro Belo Horizonte-Grêmio Porto Alegre 1:2

19.02 Sporting Cristal Lima-Alianza Lima 0:0

25.02 Alianza Lima-Cruzeiro Belo Horizonte 1:0

28.02 Sporting Cristal Lima-Cruzeiro Belo Horizonte 1:0

04.03 Alianza Lima-Grêmio Porto Alegre 0:4

07.03 Sporting Cristal Lima-Grêmio Porto Alegre 1:0

12.03 Grêmio Porto Alegre-Cruzeiro Belo Horizonte 0:1

12.03 Alianza Lima-Sporting Cristal Lima 1:1

18.03 Cruzeiro Belo Horizonte-Alianza Lima 2:0

21.03 Grêmio Porto Alegre-Alianza Lima 2:0

11.04 Cruzeiro Belo Horizonte-Sporting Cristal Lima 2:1

15.04 Grêmio Porto Alegre-Sporting Cristal Lima 2:0
| Club                    | G | V | N | P | Pti | GF | GS |
| ----------------------- | - | - | - | - | --- | -- | -- |
| Grêmio Porto Alegre     | 6 | 4 | 0 | 2 | 12  | 10 | 3  |
| Cruzeiro Belo Horizonte | 6 | 3 | 0 | 3 | 9   | 6  | 5  |
| Sporting Cristal Lima   | 6 | 2 | 2 | 2 | 8   | 4  | 5  |
| Alianza Lima            | 6 | 1 | 2 | 3 | 5   | 2  | 9  |

### Gruppo 5 Colombia, Uruguay
26.02 Deportivo Cali- Millonarios Bogotà 1:2

27.02 Nacional Montevideo-Peñarol Montevideo 1:4

04.03 Nacional Montevideo- Millonarios Bogotà 1:2

07.03 Peñarol Montevideo- Millonarios Bogotà 2:1

11.03 Deportivo Cali-Peñarol Montevideo 2:0

14.03  Millonarios Bogotà-Peñarol Montevideo 1:2

19.03 Peñarol Montevideo-Nacional Montevideo 0:2

19.03  Millonarios Bogotà-Deportivo Cali 2:2

08.04 Deportivo Cali-Nacional Montevideo 0:1

11.04  Millonarios Bogotà-Nacional Montevideo 2:0

15.04 Nacional Montevideo-Deportivo Cali 1:1

18.04 Peñarol Montevideo-Deportivo Cali 4:3
| Club                | G | V | N | P | Pti | GF | GS |
| ------------------- | - | - | - | - | --- | -- | -- |
| Peñarol Montevideo  | 6 | 4 | 0 | 2 | 12  | 12 | 10 |
| Millonarios Bogotà  | 6 | 3 | 1 | 2 | 10  | 10 | 8  |
| Nacional Montevideo | 6 | 2 | 1 | 3 | 7   | 6  | 9  |
| Deportivo Cali      | 6 | 1 | 2 | 3 | 5   | 9  | 10 |

- River Plate Buenos Aires ammesso direttamente agli ottavi in quanto campione in carica.

## Ottavi di finale
| Squadra 1        | Totale        | Squadra 2         | Andata | Ritorno |
| ---------------- | ------------- | ----------------- | ------ | ------- |
| Racing Club      | 4-4 (5-3 dcr) | River Plate       | 3-3    | 1-1     |
| Sporting Cristal | 1-0           | Velez Sarsfield   | 0-0    | 1-0     |
| Club Guaraní     | 3-3 (1-2dcr)  | Grêmio            | 2-1    | 1-2     |
| Minervén         | 1-8           | Club Bolívar      | 1-1    | 0-7     |
| Millonarios      | 3-3 (2-3 dcr) | Peñarol           | 2-0    | 1-3     |
| U. Catolica      | 9-1           | Oriente Petrolero | 4-0    | 5-1     |
| Nacional         | 3-4           | Colo-Colo         | 1-3    | 2-1     |
| El Nacional      | 2-2 (3-5 dcr) | Cruzeiro          | 1-0    | 1-2     |

## Quarti di Finale
| Squadra 1    | Totale        | Squadra 2        | Andata | Ritorno |
| ------------ | ------------- | ---------------- | ------ | ------- |
| Club Bolívar | 2-4           | Sporting Cristal | 2-1    | 0-3     |
| U. Catolica  | 3-4           | Colo-Colo        | 2-1    | 1-3     |
| Cruzeiro     | 3-2           | Grêmio           | 2-0    | 1-2     |
| Peñarol      | 1-1 (2-3 dcr) | Racing Club      | 1-0    | 0-1     |

## Semifinali
| Squadra 1   | Totale        | Squadra 2        | Andata | Ritorno |
| ----------- | ------------- | ---------------- | ------ | ------- |
| Cruzeiro    | 3-3 (4-1 dcr) | Colo-Colo        | 1-0    | 2-3     |
| Racing Club | 2-5           | Sporting Cristal | 2-1    | 0-4     |

## Finale
| Squadra 1        | Totale | Squadra 2 | Andata | Ritorno |
| ---------------- | ------ | --------- | ------ | ------- |
| Sporting Cristal | 0-1    | Cruzeiro  | 0-0    | 0-1     |

## Classifica marcatori
| Calciatore             | Squadra              | Gol |
| ---------------------- | -------------------- | --- |
| Alberto Acosta         | Universidad Católica | 11  |
| Antonio Vidal González | Bolívar              | 9   |
| Ivo Basay              | Colo-Colo            | 8   |
| David Bisconti         | Universidad Católica | 7   |
| Hugo Ovelar            | Guaraní              | 7   |
| Patricio Camps         | Vélez Sarsfield      | 5   |
| Ricardo Pérez          | Millonarios          | 5   |